# Nanpeng Dao
Nanpeng Dao (kinesiska: 南鹏岛) är en ö i Kina. Den ligger i provinsen Guangdong, i den södra delen av landet, omkring 210 kilometer sydväst om provinshuvudstaden Guangzhou. Arean är 1,9 kvadratkilometer. Den sträcker sig 1,6 kilometer i nord-sydlig riktning, och 2,4 kilometer i öst-västlig riktning.
Genomsnittlig årsnederbörd är 2 544 millimeter. Den regnigaste månaden är juli, med i genomsnitt 402 mm nederbörd, och den torraste är januari, med 34 mm nederbörd.